# Élections législatives belges de 1921
Les élections législatives du 20 novembre 1921 permirent de renouveler la composition de la Chambre des représentants et du Sénat.

## Résultats
|       |                        |                           |                           |                           |           |         |          |  |
| Parti | Parti                  | Chambre des représentants | Chambre des représentants | Chambre des représentants | Sénat     | Sénat   | Sénat    |  |
| Parti | Parti                  | Voix                      | %                         | Sièges                    | Voix      | %       | Sièges   |  |
|       | Parti ouvrier belge    | 672 478                   | 34,81 %                   | 68 (-2)                   | 661 168   | 35.48 % | 33 (+13) |  |
|       | Union catholique belge | 657 245                   | 34.02 %                   | 70 (=)                    | 606 799   | 32,57 % | 34 (-9)  |  |
|       | Parti libéral          | 343 959                   | 17,80 %                   | 33 (-1)                   | 362 187   | 19,44 % | 18 (-12) |  |
|       | Autres                 | 258 284                   | 13,37 %                   | 15 (+4)                   | 233 178   | 12,51 % | 8 (+8)   |  |
|       | Blancs et nuls         | 95 349                    |                           |                           | 163 408   |         |          |  |
| Total | Total                  | 2 027 315                 | 100 %                     | 186                       | 1 863 332 | 100 %   | 93       |  |